# Kohl's
Kohl's es una cadena minorista de tiendas departamentales estadounidense, operada por Kohl's Corporation. Actualmente cuenta con 1.165 ubicaciones y tiendas operativas en todos los estados del país, excepto Hawái. La empresa fue fundada por el inmigrante polaco Maxwell Kohl, quien abrió una tienda de comestibles en Milwaukee, Wisconsin, en 1927.